# Villa des Boers
La villa des Boers est une voie du 19e arrondissement de Paris, en France.

## Situation et accès
La villa des Boers est une voie publique située dans le 19e arrondissement de Paris. Elle débute au 17, rue du Général-Brunet et se termine au 12, rue Miguel-Hidalgo.
Elle fait partie du quartier de la Mouzaïa.
Elle est desservie par la ligne de métro 7 bis à la station Danube.

## Origine du nom
Elle porte le nom de Boers, descendants des colons d'origine néerlandaise, allemande et française qui, à partir du XVIIe siècle, vont progressivement occuper la région du cap de Bonne-Espérance. 

## Historique
Ouverte en 1902, cette voie est classée dans la voirie parisienne par un arrêté municipal du 9 août 1991.

## Notoriété

### Photographie
La villa des Boers apparaît sur une photographie de Willy Ronis, Villa des Boers, Paris (1987).